# 14888 Kanazawashi
14888 Kanazawashi este un asteroid din centura principală de asteroizi.

## Descriere
14888 Kanazawashi este un asteroid din centura principală de asteroizi. A fost descoperit pe 30 septembrie 1991 la Kitami de Kin Endate și Kazuro Watanabe. Asteroidul prezintă o orbită caracterizată de o semiaxă mare de 2,22 ua, o excentricitate de 0,17 și o înclinație de 5,8° în raport cu ecliptica.